# Padang Bakjok
Padang Bakjok is een bestuurslaag in het regentschap Aceh Barat Daya van de provincie Atjeh, Indonesië. Padang Bakjok telt 518 inwoners (volkstelling 2010).